# ولزویل (یوتا)
ولزویل (به انگلیسی: Wellsville) شهری در ایالت یوتا کشور ایالات متحده آمریکا است که جمعیت آن در سرشماری سال ۲۰۱۰ میلادی، ۳٬۴۳۲ نفر بوده‌است.